# Trpík
Trpík (en allemand : Türpes) est une commune du district d'Ústí nad Orlicí dans la région de Pardubice en République tchèque. Sa population s'élevait à 88 habitants en 2024.

## Géographie
Trpík se trouve à 11 km au sud-est de Česká Třebová, à 19 km au sud-est d'Ústí nad Orlicí, à 61 km à l'est-sud-est de Pardubice et à 155 km à l'est-sud-est de Prague.
La commune est limitée par Damníkov au nord, par Luková au nord-est, par Rychnov nad Kněžnou à l'est, par Mladějov na Moravě au sud et par Anenská Studánka à l'ouest.

## Histoire
La première mention écrite de la localité date de 1304.

## Galerie

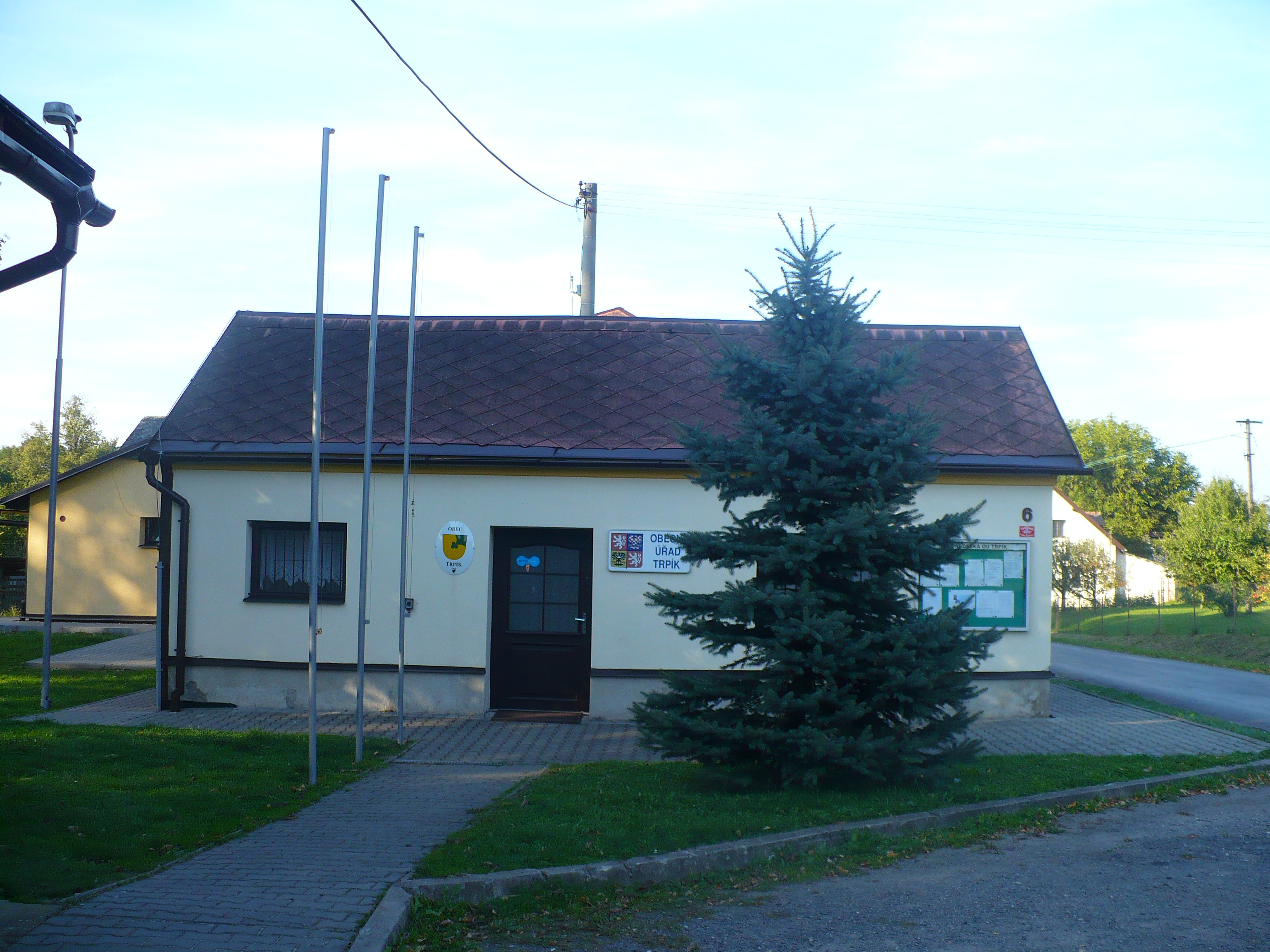
Trpík : la mairie.
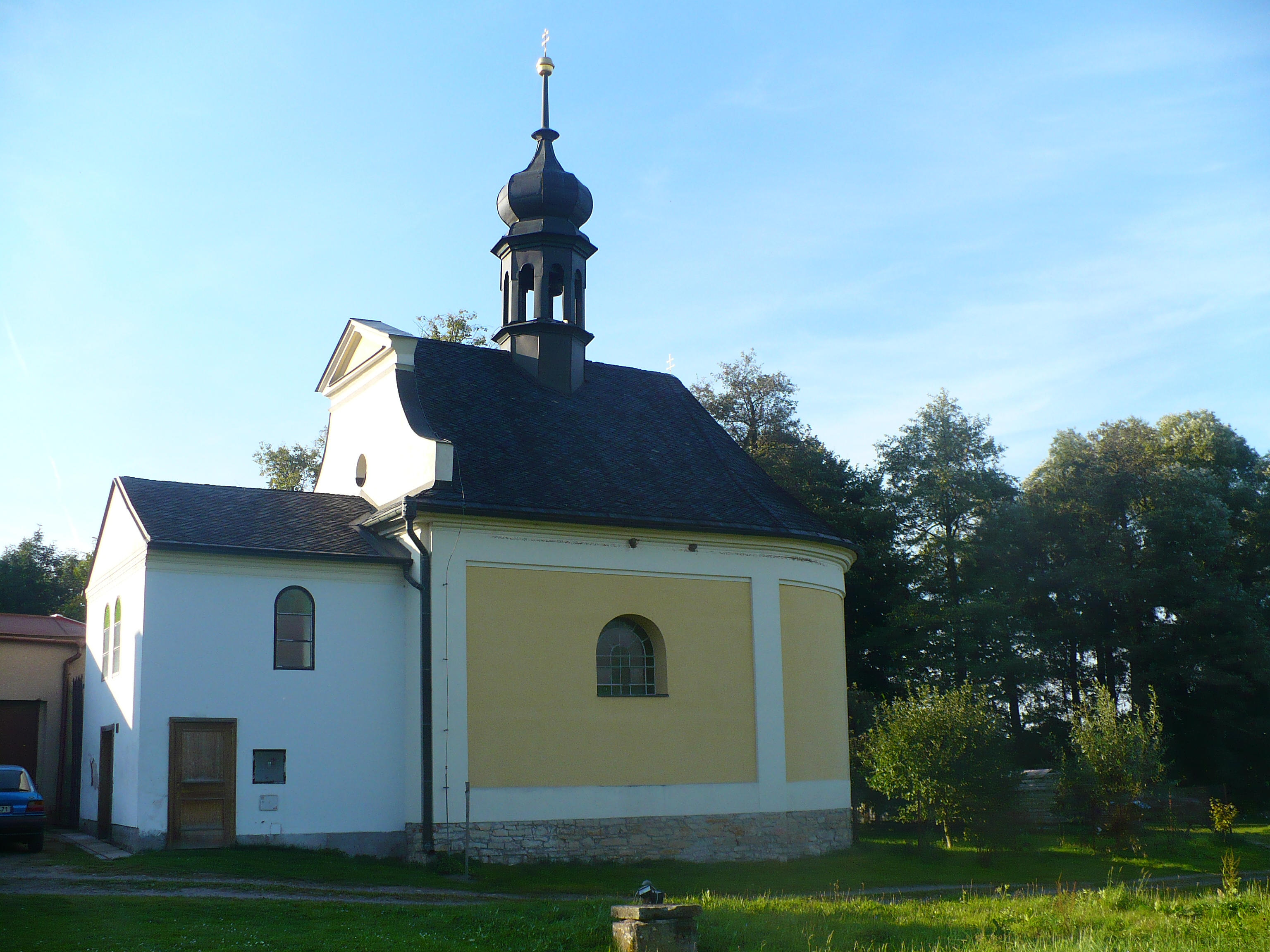
Chapelle Sainte-Anne.

## Transports
Par la route, Trpík se trouve à 9,5 km de Lanškroun, à 20 km de Svitavy, à 25 km d'Ústí nad Orlicí, à 76 km de Pardubice et à 189 km de Prague. 